# Рахманов Перевоз

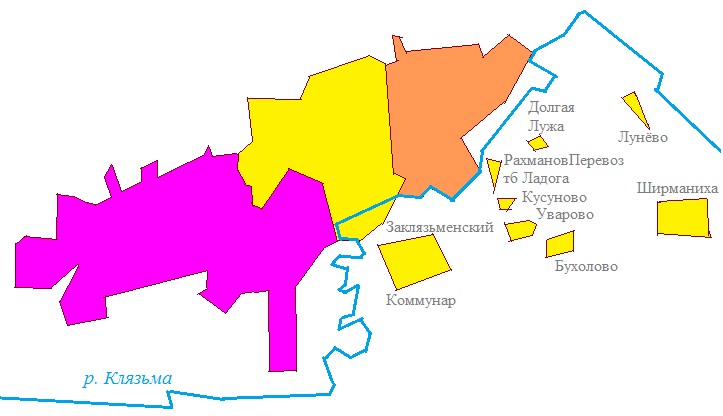
Рахманов Перевоз на карте города Владимира с районами
Ленинский
Октябрьский
Фрунзенский

Рахманов Перевоз — посёлок в составе муниципального образования город Владимир Владимирской области России. Подчинён Октябрьскому району Владимира.

## География
Посёлок расположен в км от города Владимира у р. Клязьма.

## История
Рахманов Перевоз — бывшая деревня Суздальского района.
24 января 1827 года родился Алексей Николаевич Рахманов, представитель древнего дворянского рода, сделавший много полезного для владимирцев как попечитель Владимирской губернской гимназии, директор губернского тюремного комитета, владимирский уездный предводитель дворянства в 1854—1856 годах, председателем Дворянской опеки. Во время Крымской войны, когда в губерниях начали формировать государственное ополчение, Алексей Рахманов был адъютантом начальника владимирского ополчения полковника Михаила Катенина. Рохмановыми была устроена переправа через реку Клязьму — Рахманов перевоз.

## Население
| 2010 | 2021 |
| ---- | ---- |
| 49   | ↘36  |